# Iconología

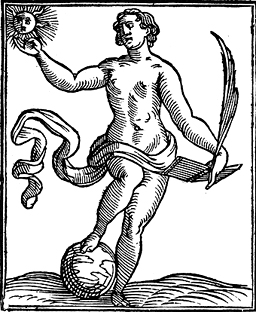
Cesare Ripa. The truth.

Se llama iconología a la rama de la simbología y de la semiología que estudia las denominaciones visuales del arte, por ejemplo la representación de las virtudes, vicios y otras cosas morales o naturales, con la figura o apariencia de personas. La palabra iconología se deriva de las griegas eikon, imagen, y la pseudodesinencia logia, derivada del griego logôs, y esta del verbo legein, en latín dico, decir, hablar, discurrir, razonar, es decir, la ciencia o tratado de las imágenes.
Por extensión, se trata de la ciencia que estudia las imágenes, emblemas, alegorías y monumentos con que los artistas han representado a los personajes mitológicos, religiosos o históricos, y se diferencia de la iconografía en que esta tiene por fin la simple descripción de imágenes, mientras que la iconología las estudia en todos sus aspectos, las compara y las clasifica, llegando incluso a formular leyes o reglas para conocer su antigüedad y diversos significados e interpretaciones. La investigación de la función y del uso de representaciones universales e individuales.
Es una disciplina asociada a la historia, la historia del arte, la estética y la comunicación, y sitúa las obras que ella estudia en una perspectiva social e histórica. Se interroga sobre las condiciones de producción así como sobre el mensaje que ellas eran susceptibles de vehicular en su tiempo.
Se diferencia de la iconografía, en que la iconología se contempla como un hecho histórico global, reclamara para su entendimiento todos los elementos que componen el pasado, viéndose como una rama de la cultura y del pensamiento. Ha introducido nuevas concepciones en la historia del arte, alejando la atracción del arte solo por su belleza formal, incluyendo la atracción por el pasado histórico, haciendo que toda la cultura gire a su alrededor.
Erwin Panofsky distingue tres fases para estudiar una obra de arte desde el método iconológico:
- La primera fase es llamada Pre iconográfica donde se usa como herramienta interpretativa la experiencia y empatía, se estudia el motivo de la obra, en sus formas puras como tal obteniendo el significado el cual es de carácter primario o natural.
- La segunda fase llamada iconográfica usa como herramienta interpretativa fuentes literarias, el motivo estudiado es la alegoría la cual ya habla de temas específicos y el significado que se obtienen en esta fase es de carácter secundario o convencional.
- La tercera fase llamada iconológica, en esta la herramienta interpretativa es la intuición sintética, se estudia el valor simbólico de la obra, aquí se entiende las tendencias de la mente humana que creó la obra, obteniendo un significado de tipo intrínseco o contenido.[4]

Con la emergencia de la disciplina en los años de la década de 1990, esta disciplina, necesariamente transversal, ha tomado una importancia considerable.

## Historia
Esta disciplina fue fundada de modo formal por Aby Warburg, quien tuvo por principales discípulos a Erwin Panofsky, Ernst Gombrich, Raymond Klibansky, Fritz Saxl, Adolf von Hildebrand, Edgar Wind y Jan Białostocki. Sin embargo, numerosos investigadores contemporáneos a Warburg contribuyeron a sedimentar esta disciplina, como Eduard Fuchs o John Grand-Carteret. Más recientemente, en el contexto de los estudios visuales anglosajones (visual studies), W. J. T. Mitchell ha propuesto una nueva concepción de la iconología como "estudio de las imágenes a través de los medios" (the study of images across the media). Esto es, dentro de la disciplina conocida como mediología.
En 1664, Jacques Baudoin en Iconología, afirma que las imágenes son símbolos del pensamiento, y que ellos, encierran los misterios de la teología, la filosofía y la naturaleza.
En 1553, en Roma, Cesare Ripa publica Iconología, que constituye un catálogo en forma de diccionario de imágenes referentes a virtudes, vicios, pasiones, artes, cuerpos celestes, dioses, etc. Declara que las imágenes están hechas para tener un significado distinto del que el ojo puede interpretar, en el que las representaciones están sujetas a convenciones. En orden de la caracterización de atributos, ninguna publicación ha tenido mayor influencia.
Después de que Ripa usara el término, durante el barroco hubo un gran interés por la iconología creando nuevas alegorías pues diferentes pintores, escultores y demás artistas creían que la obra sería de mayor valor entre más significados ocultos tuviera y fuera menos accesible en su amplitud de significado al público en general, como autores creadores de estas nuevas alegorías se puede destacar a Jacques Baudoin  en su libro Iconologie (1644), Furetière en 1690 con su diccionario y Juan Bautista Bourdad en Iconología (1759).

## Método iconológico

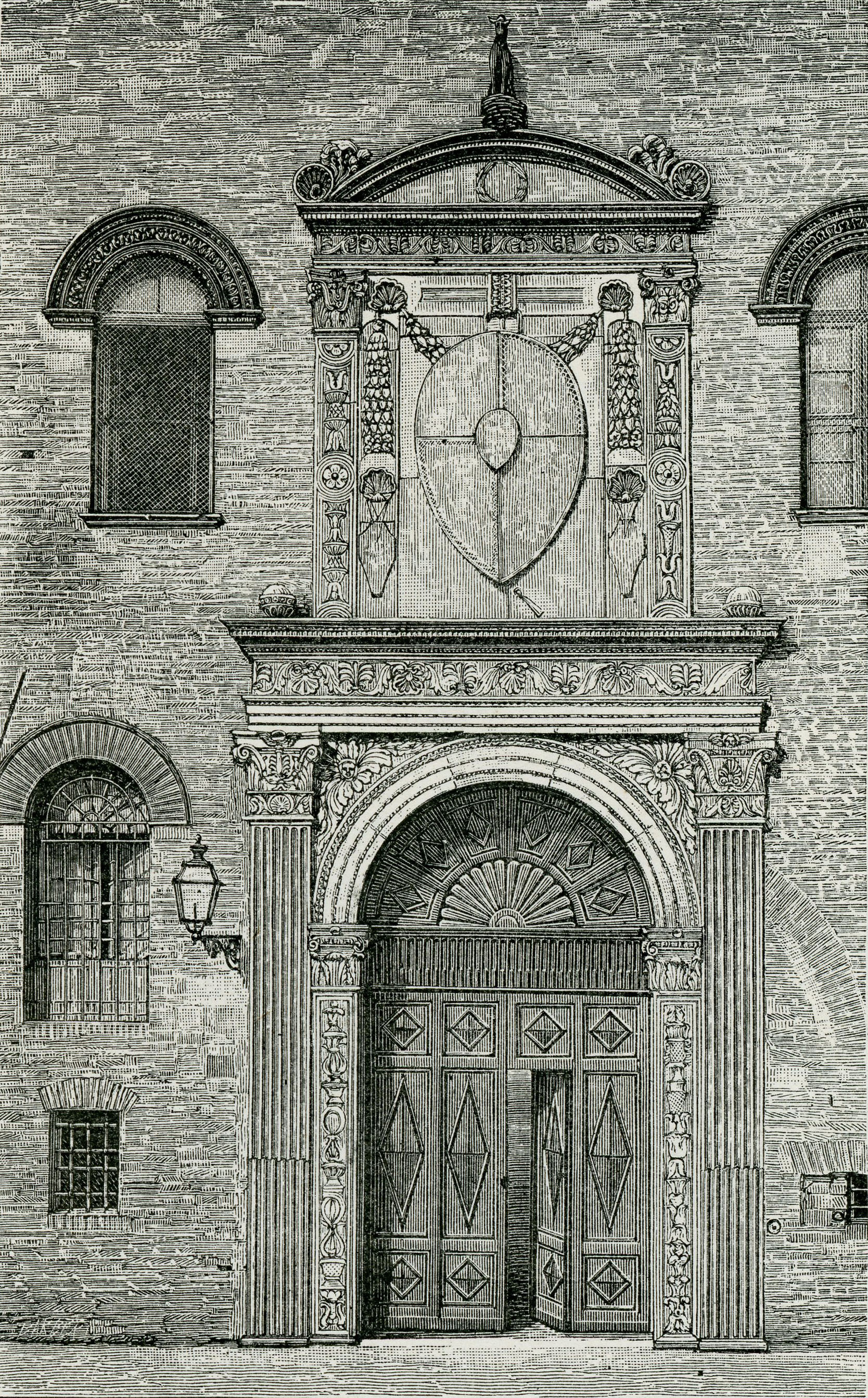
Portada del Palazzo Schifanoja.

En 1912, Aby Warburg, hace la interpretación astrológica de los frescos del Palazzo Schifanoja de Ferrrara, a partir del estudio de astrología india y musulmana, lo cual permite conocer que la información de la que se nutrieron los artistas era mucho más amplia de lo que se imaginó; así se convierte en un hito emblemático del nacimiento de la iconología. Profundizando en los componentes iconográficos, con enfoque historiográfico: el recurso a los textos literarios y a la interdiscinplinareidad, en conexión a los movimientos intelecturales de su tiempo. En el que, el conocimiento de las ideas de un periodo, es el presupuesto básico en el desarrollo del método iconológico moderno. Los estudios iconológicos van más allá de la visualidad. Esta investigación fue dada a conocer en el Congreso Internacional de Historia del Arte celebrado en Roma. Después se funda el Instituto Warburg, el cual aglutina los trabajos de eminentes iconológicos para conocer sus trabajos.

## Iconología arquitectónica
A pesar de que la iconología se centra en la figura humana y de los seres vivos, se puede aplicar en la arquitectura; ya que en esta también se puede hacer una alusión al hombre, teniendo como ejemplo la planta de ciertos templos la cual guarda relación con las proporciones humanas. El templo El Escorial fue estudiado como una reencarnación del Templo de Salomón, así que es estudiado mediante el método iconológico al estudiarse como un "templum Salomonis"

## División
Se divide en dos ramas,[cita requerida] para su mayor estudio y comprensión:
- iconología profana o civil, que comprende las figuras de personajes históricos que no sean objeto de culto religioso;
- iconología religiosa, que aborda las imágenes propias de las religiones y sus mitos; se refiere a las imágenes divinas, los ángeles, santos y otras similares.